# صفقة الأسلحة التشيكية المصرية

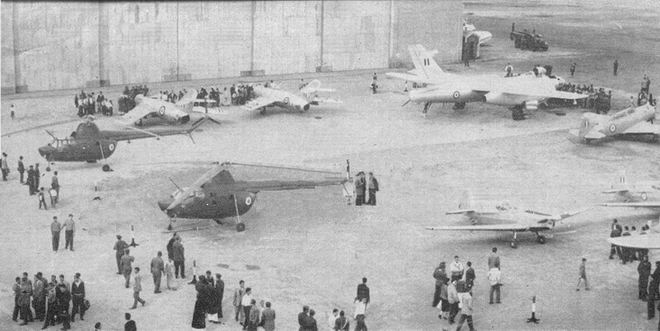
خلال العرض في ألماظة (مصر الجديدة، القاهرة)، ربما في سبتمبر 1956، تم عرض جميع أنواع الطائرات الجديدة التي تم شراؤها من تشيكوسلوفاكيا والاتحاد السوفيتي، بما في ذلك - في اتجاه عقارب الساعة: MiG-17F، MiG-15bis، Il-28، Yak-11، Zlin 226، وطائرتي هليكوبتر من طراز Mi-1.

كانت صفقة الأسلحة المصرية التشيكوسلوفاكية اتفاقًا بين الاتحاد السوفيتي و‌مصر برئاسة جمال عبد الناصر، وأعلن في سبتمبر 1955، لإمداد مصر بما قيمته 83 مليون دولار من الأسلحة السوفيتية الحديثة، من خلال تشيكوسلوفاكيا. وكانت الصفقة نقطة تحول رئيسية في الحرب الباردة وأثرت بشكل كبير على الصراع العربي الإسرائيلي.

## التاريخ
بدلاً من الوقوف إلى جانب أي دولة عظمى، تولى عبد الناصر دور الكابح وحاول أن يلعب قبالة القوى العظمى كي يجعلها تتنافس مع بعضها البعض في محاولات لشراء صداقته. وكان الخيار الأول لعبد الناصر لشراء الأسلحة هو الولايات المتحدة، ولكن خطبه المتكررة المعادية لإسرائيل ورعايته للفدائيين الذين قاموا بغارات على إسرائيل جعلت من الصعب على إدارة أيزنهاور الحصول على موافقة الكونغرس على بيع الأسلحة إلى مصر. وكان الرأي العام الأمريكي معاديًا للغاية لبيع الأسلحة لمصر التي قد تستخدم ضد إسرائيل، وعلاوة على ذلك خشي أيزنهاور بدء سباق تسلح في الشرق الأوسط. وأشاد أيزنهاور بالإعلان الثلاثي باعتباره وسيلة لحفظ السلام في الشرق الأدنى. وفي عام 1950، من أجل الحد من المدى الذي يمكن أن ينخرط فيه العرب والإسرائيليون في سباق تسلح، فقد وقعت الدول الثلاث التي سيطرت على تجارة الأسلحة في العالم غير الشيوعي، وهي الولايات المتحدة والمملكة المتحدة وفرنسا، على الإعلان الثلاثي، حيث التزمت بالحد من عدد الأسلحة التي يمكن أن تبيعها في الشرق الأدنى، وأيضًا لضمان أن أي مبيعات أسلحة إلى جانب واحد يقابلها مبيعات أسلحة من الكمية والنوعية على قدم المساواة مع الآخر. ورأى أيزنهاور أن الإعلان الثلاثي الذي يحد بشدة من عدد الأسلحة التي يمكن أن تشتريها مصر في الغرب، باعتباره أحد العناصر الرئيسية في الحفاظ على السلام بين إسرائيل والعرب، واعتقد أن إطلاق سباق تسلح سيفضي حتمًا إلى حرب جديدة.
وقد بذل المصريون محاولات مستمرة لشراء الأسلحة الثقيلة من تشيكوسلوفاكيا قبل صفقة عام 1955 بسنوات.
وكان عبد الناصر قد ترك الأمر معروفًا في 1954–55 أنه كان يفكر في شراء أسلحة من الاتحاد السوفيتي كوسيلة للضغط علي الأمريكيين في بيع الأسلحة التي رغب فيها. وكان أمل عبد الناصر أن إدارة أيزنهاور في مواجهة احتمال شراء مصر للأسلحة السوفيتية، وهكذا تصبح تحت النفوذ السوفيتي، سوف تضطر لبيع مصر الأسلحة التي أرادها. خروتشوف الذي أراد كثيرًا كسب الاتحاد السوفياتي نفوذ في الشرق الأوسط، كان أكثر من مستعد لتسليح مصر إذا ثبت أن الأمريكيين غير راغبين. وخلال المحادثات السرية مع السوفيت في عام 1955، كانت مطالبات عبد الناصر بالأسلحة مرضية بإسهاب لأن الاتحاد السوفيتي لم يوقع على الإعلان الثلاثي. واستقبلت الأنباء في سبتمبر 1955 عن شراء مصر لكمية ضخمة من الأسلحة السوفيتية عبر تشيكوسلوفاكيا بالصدمة والغضب في الغرب، حيث اعتبر هذا زيادة كبيرة في النفوذ السوفيتي في الشرق الأدنى. وفي بريطانيا، اعتبرت زيادة النفوذ السوفيتي في الشرق الأدنى تطورًا مشؤومًا هدد بوضع حد للتأثير البريطاني في المنطقة الغنية بالنفط.

## التفاصيل
اشتملت الصفقة على منظومات الأسلحة التالية: [بحاجة لمصدر]
- 150 طائرة مقاتلة من طراز ميغ 15
- 50 قاذفة بعيدة المدى من طراز إليوشن إي أل-28
- 70 طائرات نقل عسكرية من طراز إليوشن إي أل-14
- 230 دبابة قتال رئيسية من طراز تي-34
- 200 من حاملات الأفراد المدرعة بي تي أر-152
- مئات قطع المدفعية، مختلف أنواع

## الأثر
هناك شبه اتفاق عالمي بين المؤرخين على أن الصفقة هي التي قادت إسرائيل إلى البدء في التخطيط لحرب ضد مصر، والتي ستخاض في الوقت الذي تراه إسرائيل مناسبًا بدلًا من انتظار هجوم مصري–توجت بالعدوان الثلاثي (أزمة السويس).